# Steinau an der Straße
Steinau an der Straße er en by i den tyske delstat Hessen. Tillægget "an der Straße" kommer af at byen ligger ved via Regia (kongevejen), den gamle handelsvej mellem Frankfurt og Leipzig. Det bruges også til at skille byen fra andre steder med navnet Steinau. Byen ligger i en dal ved floden Kinzig .
Brødrene Grimm boede her fra 1791-1796. Huset, de boede i, blev bygget i 1562 og er en af byens seværdigheder.
- Wikimedia Commons har flere filer relateret til Steinau an der Straße